# Vol Fly Jamaica Airways 256
Le 9 novembre 2018, un Boeing 757-200 assurant le vol Fly Jamaica Airways 256, un vol international régulier reliant l'aéroport international Cheddi Jagan, au Guyana, à l'aéroport international Pearson de Toronto, au Canada, a subi une défaillance mécanique peu de temps après le décollage, obligeant les pilotes à faire demi-tour et conduisant à une sortie de piste lors de l'atterrissage, ce qui a causé des dommages importants à l'avion et le décès d'un des 126 passagers et membres d'équipages présents à bord.

## Avion

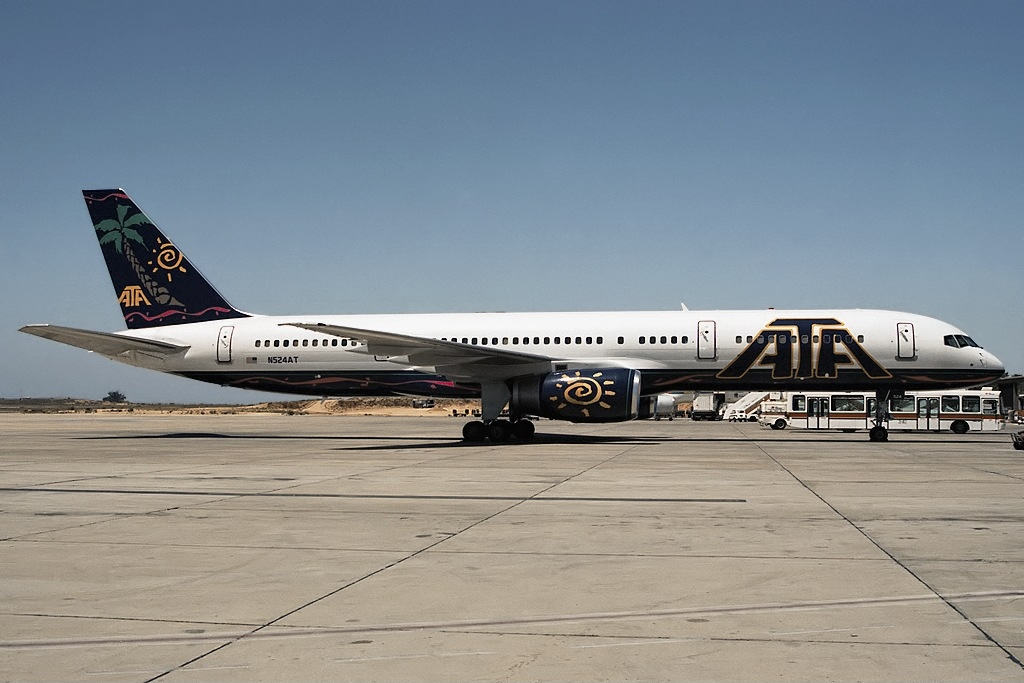
L'appareil impliqué dans l'accident, ici à l'aéroport de Faro en 1999, alors qu'il opérait pour ATA Airlines.

L'appareil impliqué est un Boeing 757-23N, immatriculé N524AT (numéro de série 30233/895) et propulsé par deux moteurs, de type Rolls-Royce RB211-535E4. 
Ce biréacteur moyen-courrier a été construit en octobre 1999 et a d'abord opéré chez plusieurs compagnies aériennes, dont ATA Airlines, VIM Airlines et Thomas Cook Airlines, avant d'être acquis par Fly Jamaica Airways (en) en 2012.

## Accident
Le vol 256 a décollé de l'aéroport international Cheddi Jagan à 02h09 heure locale, à destination de Toronto, au Canada. 
L'équipage a par la suite signalé une défaillance au niveau des systèmes hydrauliques de l'appareil ; en conséquence, il a interrompu la montée avant que le 757 n'atteigne le niveau de vol 200 (20 000 pieds, 6096 m), et l'avion est retourné à l'aéroport de départ pour y effectuer un atterrissage d'urgence à 02h53. 
Lors de l'atterrissage sur la piste 06, le 757 est sorti de la piste et a traversé la clôture périphérique de l'aéroport, subissant ainsi des dommages importants au train d'atterrissage principal droit et au moteur droit.

## Passagers et équipage
Il y avait 118 passagers et 8 membres d'équipage à bord de ce vol. Six personnes ont été blessées lors de la sortie de piste, et une passagère de 86 ans est décédée le 16 novembre 2018, des suites de ses blessures subies lors de l'accident.
| Nationalité       | Total |
| ----------------- | ----- |
| Canada            | 82    |
| Guyana            | 41    |
| Jamaïque          | 2     |
| États-Unis        | 1     |
| Pakistan          | 1     |
| Trinité-et-Tobago | 1     |
| Total             | 126   |

## Enquête
L'accident du vol 256 a fait l'objet d'une enquête menée par l'Autorité de l'aviation civile du Guyana (en) (GCAA), avec l'assistance du Bureau de la sécurité des transports du Canada (BST) et du Conseil national de la sécurité des transports (NTSB) américain.

## Conséquences
Après cet accident, Fly Jamaica Airways a cessé ses activités le 31 mars 2019, la situation de la compagnie aérienne étant déjà aggravée par des difficultés financières et le fait que le 757 accidenté était alors un des deux seuls avions en service.

### Poursuites
Quelques semaines après l'accident, deux recours collectifs à l'encontre de la compagnie aérienne et de Boeing, le constructeur de l'avion, ont été déposés par les passagers, exigeant un paiement de 5 millions de dollars. De plus, les poursuites pourraient se dérouler sous forme d’actions individuelles. Selon eux, les protagonistes impliqués sont accusés de négligences graves, l'avion a eu des difficultés lors du décollage et l'équipage n'a pas déclaré au préalable la situation d'urgence.
Finalement, le 10 janvier 2024, la Cour supérieure de justice de l'Ontario a approuvé le paiement de 5,55 millions de dollars, qui a été accordé aux 84 membres du recours collectif, composé de passagers et de membres de leurs familles. Les autres membres d'un recours collectif individuel pourraient également recevoir chacun entre 8 000 et 25 000 dollars en fonction de la gravité de leurs blessures.